# Національна федерація самбо України
Національна федерація самбо України була створена 11 квітня 1993 року. 

## Склад і діяльність
До складу членів Національної Федерації Самбо України входять понад 16000 представників 125 спортивних організацій з 25 регіонів країни. Тільки у структурах ДЮСШ по всій країні діє 64 відділення САМБО, де займається близько 4500 дітей. Серед провідних спортсменів-самбістів країни за останні 20 років 53 чемпіонів світу, 65 чемпіона Європи, 35 володарів Кубку світу, 49 заслужених майстрів спорту, 81 майстри спорту міжнародного класу, 2230 майстрів спорту України. В числі тренерського складу НФСУ 77 заслужених тренерів України.
Відповідно до Єдиного календарного плану фізкультурно-оздоровчих та спортивних заходів Міністерства молоді і спорту України, НФСУ постійно проводить всеукраїнські змагання з боротьби самбо серед дітей, юнаків та дівчат, юніорів та юніорок, чоловіків та жінок, в тому числі з бойового розділу самбо.
Одними з основних напрямків діяльності НФСУ є розвиток фізкультурно-спортивного руху, дитячо-юнацького спорту, військово-патриотичне виховання та попередження приступності серед молоді, пропаганда здорового способу життя. Тому наша Федерація постійно проводить різноманітні соціально важливі заходи, а також бере участь у соціальних та військово-патріотичних заходах, які проводяться державними органами та установами (Міністерства молоді і спорту, МОН, МВС, МЧС, МО, Мінсоцполітики).
У 2013 році САМБО увійшло до складу приоритетних неолімпійських видів спорту в України, а завдяки результатам своєї діяльності та виступів на міжнародній арені НФСУ посіла II місце у всеукраїнському рейтингу неолімпійських видів спорту Міністерства молоді і спорту.
15 липня 2014 року САМБО було визнано національним видом спорту в Україні, а Федерація Самбо України отримала статус Національної.
НФСУ гідно представляє Україну на міжнародних змаганнях різного рівня, сприяє утвердженню та підняттю її міжнародного авторитету у світовому співтоваристві.
На теперішній час САМБО переживає новий етап розвитку. До складу Міжнародної Федерації Самбо (FIAS) входять 88 країн, 36 з яких входять до складу Європейської Федерації Самбо. Окрім щорічних Чемпіонатів світу, Європи та інших континентальних чемпіонатів, традиційних міжнародних турнірів серед різних вікових груп спортсменів, з'явилось багато нових спортивних заходів з САМБО на усіх континентах світу. Значно виріс рівень проведення цих заходів. Популяризація нашого виду спорту в світі прогресує: бурно розвивається співробітництво з міжнародними ЗМІ (світові та континентальні чемпіонати транслюються по телебаченню майже в усіх країнах FIAS, а у режимі on-line в 24 країнах), збільшилась кількість державних, громадських і комерційних структур, які беруть активну участь в розвитку САМБО в світі і є офіційними спонсорами Міжнародної Федерації Самбо.
Протягом всієї історії розвитку САМБО в світі Україна завжди входила до складу провідних країн, що розвивають САМБО. Національна Федерація Самбо України з першого дня активно бере участь у діяльності FIAS. Україна є другою країною
в світі за масштабом розвитку САМБО. Збірні команди України з самбо у всіх
вікових групах постійно входять до трійки найсильніших країн світу. На честь українських майстрів САМБО більш ніж 160 разів на всіх континентах лунав гімн та здіймався прапор нашої країни. За роки незалежності Україниспортсмени-самбісти здобули в світі та Європі понад 1800 медалей різного ґатунку. Найсвіжішим підтвердженням цьому є успішні виступи нашої збірної у 2014 році:
- на чемпіонаті Європи з самбо серед юніорів, юніорок, юнаків та дівчат — ІІІ командне місце, 17 медалей — 1 золота, 7 срібних, 9 бронзових, 
- на чемпіонаті світу з самбо серед юніорів, юніорок, юнаків та дівчат — ІІІ командне місце, 13 медалей — 4 срібних, 9 бронзових,
- на чемпіонаті Європи з самбо серед чоловіків, жінок і бойового розділу
САМБО — ІІІ командне місце, 14 медалей — 1 золота, 1 срібна, 12 бронзових,
- на чемпіонаті світу з самбо серед чоловіків, жінок і бойового розділу
САМБО — IV командне місце серед 82 країн, 10 медалей — 2 золотих, 8 бронзових,
- на чемпіонаті світу з самбо серед кадетів — II командне місце, 11 медалей- 3 золотих, 4 срібних, 4 бронзових,
- на Кубку світу з самбо серед студентів — II командне місце, 8 медалей — 2 золотих, 1 срібна, 5 бронзових.
Загалом українські самбісти в 2014 році принесли в скарбничку країни 74 медалі різного ґатунку.
І в цьому заслуга злагодженої роботи спортсменів, фахівців у галузі спорту, тренерського і адміністративного складу ФСУ, плідної співпраці ФСУ з Мінмолодьспорту України та Спортивним Комітетом України, а також цілого колективу ентузіастів зі складу державних, громадських, комерційних структур, які небайдужі до долі САМБО в Україні.
З обранням на посаду Президента НФСУ Савченко Олексія Юрійовича в житті Федерації почався новий етап розвитку. Вступила в дію програма реформування діяльності НФСУ. Застаріла структура Федерації змінена на нову, оптимально практичну, з чітким розподілом обов'язків та напрямків діяльності всіх структурних підрозділів НФСУ. Завдяки новій економічній політиці Федерації, незважаючи на фінансову кризу у державі, поступово почали вирішуватись питання фінансового та матеріально-технічного забезпечення НФСУ. З 2015 року планується реалізація програми з розвитку інфраструктури НФСУ та масштабної популяризації САМБО в Україні.
Діяльність Національної Федерації Самбо України є прикладом того, що в Україні є благородні люди, справжні патріоти своєї Батьківщини, які піклуються про фізичне й патріотичне виховання українського юнацтва та молоді, про спортсменів і фахівців, які докладають зусиль для популяризації України в світі, про людей.

## Керівники
Першим керівником федерації був Шуклін Олександр Іванович.     
Президент НФСУ — Савченко Олексій Юрійович, український політик, народний депутат України VII скликання, заступник голови бюджетного Комітету Верховної Ради України.        
Віце-президент НФСУ — Рогач Вадим Ігорович.